# NGC 7796
NGC 7796 é uma galáxia elíptica (E) localizada na direcção da constelação de Phoenix. Possui uma declinação de -55° 27' 29" e uma ascensão recta de 23 horas, 58 minutos e 59,7 segundos.
A galáxia NGC 7796 foi descoberta em 11 de Setembro de 1836 por John Herschel.